# Oh My God (canción de Kaiser Chiefs)
«Oh My God» es una canción de la banda británica de indie rock Kaiser Chiefs. Inicialmente fue lanzado como su primer sencillo por el sello Drowned In Sound el 17 de mayo de 2004. Sólo alcanzó el nº66 en las listas de éxitos del Reino Unido.
"Oh My God" fue relanzado el 21 de febrero de 2005, justo dos semanas antes del lanzamiento de su álbum debut Employment. En esta oportunidad, alcanzó el puesto n.º 6 en las listas del Reino Unido.

## Listado de canciones
| CD, Single, Limited Edition (Primera Edición) |                       |          |  |
| N.º                                           | Título                | Duración |  |
| 1.                                            | «Oh My God»           | 03:46    |  |
| 2.                                            | «Born To Be A Dancer» | 03:35    |  |
| 3.                                            | «Caroline, Yes»       | 04:15    |  |

| CD, Single (Reedición) |                                   |          |  |
| N.º                    | Título                            | Duración |  |
| 1.                     | «Oh My God»                       | 03:37    |  |
| 2.                     | «Think About You (And I Like It)» | 04:38    |  |

| Vinilo, 7", Single (Reedición) |                  |          |  |
| N.º                            | Título           | Duración |  |
| 1.                             | «Oh My God»      | 03:33    |  |
| 2.                             | «Brightest Star» | 02:25    |  |

| CD, Deluxe Edition (Reedición) |                              |          |  |
| N.º                            | Título                       | Duración |  |
| 1.                             | «Oh My God»                  | 03:37    |  |
| 2.                             | «Hard Times Send Me»         | 02:41    |  |
| 3.                             | «Born To Be A Dancer (Demo)» | 03:36    |  |

## Versión de Mark Ronson con Lily Allen
El productor británico Mark Ronson, con la colaboración de Lily Allen en las voces, reversionaron “Oh My God”, para su segundo álbum de estudio, Version del 2007 y fue elegido como segundo sencillo de este álbum.
En 2006, "Oh My God" ya había sido versionado por Lily Allen en su segundo mixtape.

### Vídeo musical
El videoclip fue dirigido por Alan Fergerson y muestra como protagonista a Allen en versión animada (al estilo de Jessica Rabbit en la película ¿Quién engañó a Roger Rabbit?). 
También aparecen los creadores originales de "Oh My God", los Kaiser Chiefs.

### Listado de canciones
| CD, Single, Promo |                                               |          |  |
| N.º               | Título                                        | Duración |  |
| 1.                | «Oh My God» (Album Version)                   | 03:41    |  |
| 2.                | «Oh My God» (The Super Busdown Remix - Clean) | 03:28    |  |
| 3.                | «Oh My God» (Instrumental)                    | 03:41    |  |
| 4.                | «Pistol Of Fire»                              | 03:00    |  |

| CD, Single, Promo |                                              |          |  |
| N.º               | Título                                       | Duración |  |
| 1.                | «Oh My God» (Chris Lake Remix)               | 07:35    |  |
| 2.                | «Oh My God» (Chris Lake Dub)                 | 07:30    |  |
| 3.                | «Oh My God» (Emperor Machine Extended Vocal) | 05:56    |  |
| 4.                | «Oh My God» (Emperor Machine Alt Vocal)      | 05:33    |  |
| 5.                | «Oh My God» (Emperor Machine Dub)            | 06:04    |  |
| 6.                | «Oh My God» (Kashmeer Bros Dub)              | 03:01    |  |
| 7.                | «Oh My God» (Busta Rhymes - Dirty)           | 03:27    |  |
| 8.                | «Oh My God» (Busta Rhymes - Clean)           | 03:27    |  |
| 9.                | «Oh My God» (Emperor Machine Short Version)  | 03:25    |  |